# George Kempf
Pour les articles homonymes, voir Kempf.
George Rushing Kempf (Globe, Arizona, 12 août 1944 - Lawrence, Kansas, 16 juillet 2002) est un mathématicien spécialiste de géométrie algébrique. On lui doit notamment le théorème de singularité de Riemann-Kempf (en), le théorème de Kempf-Ness, le théorème d'annulation de cohomologie de Kempf (en) et l'introduction des variétés de Kempf (en type A).

## Éloge de Kempf par David Mumford
« J'ai rencontré George en 1970 quand il a fait irruption dans le milieu de la géométrie algébrique avec une thèse de doctorat spectaculaire. Sa thèse offrait une merveilleuse analyse des singularités des sous-variétés {\displaystyle W_{r}} de la jacobienne d'une courbe obtenue en ajoutant la courbe à elle-même {\displaystyle r} fois à l’intérieur de la jacobienne. C'est devenu l'un des thèmes majeurs qu'il a étudiés tout au long de sa carrière : comprendre l'interaction d'une courbe avec sa jacobienne, et surtout avec l'application du {\displaystyle r}-ième produit symétrique de la courbe vers la jacobienne. Dans sa thèse, il a obtenu une représentation déterminantale à la fois de {\displaystyle W_{r}} et de son cône tangent en tous leurs points singuliers, ce qui permet de comprendre complètement la nature de ces singularités. » – David Mumford
« L'une des choses qui distinguaient son travail était la maîtrise totale avec laquelle il utilisait la cohomologie de degré supérieur. Un article qui devrait, je crois, être lu par tout nouvel étudiant en géométrie algébrique, est sa preuve élémentaire du théorème de Riemann-Roch sur les courbes : “Algebraic curves” dans [le journal de] Crelle, 1977. Qu'un résultat aussi ancien puisse être traité avec une vision nouvelle était l'œuvre d'un maître. » – David Mumford